# Lycaeides bavarica
Lycaeides bavarica är en fjärilsart som beskrevs av Forster 1936. Lycaeides bavarica ingår i släktet Lycaeides och familjen juvelvingar. Inga underarter finns listade i Catalogue of Life.